# Centistes indicus
Centistes indicus är en stekelart som beskrevs av Ahmad, Haider och Shuja-uddin 2002. Centistes indicus ingår i släktet Centistes och familjen bracksteklar. Inga underarter finns listade.